# Who You Selling For
Who You Selling For — третий студийный альбом американской рок-группы The Pretty Reckless. Релиз состоялся 21 октября 2016 года на лейбле Razor & Tie.

## Запись и релиз
В начале сентября 2015 года фронтвумен Тейлор Момсен заявила, что группа работает над новым материалом в студии. Тейлор писала песни вместе с лид-гитаристом Беном Филлипсом, в то время как продюсером был Като Хэндвала. Написание альбома началось вскоре после двухлетнего тура в поддержку второго студийного альбома группы Going to Hell (2014). «У нас было так много чего сказать, это было как встряхнуть банку с содовой. И мы начали писать, чтобы сломать печать», сказала Момсен. «Жизнь в туре очень изолирует. Ты смотришь через окно автобуса или самолёта. Но музыка — заживляющий фактор. Это то, что помогает, и это снова спасло нас».
Название Who You Selling For и дата выпуска были озвучены 9 августа 2016 года. Относительно названия Момсен сказала: «Для меня это вопрос, который бросает вызов тому, что я делаю со своей жизнью. Это подвергает сомнению значения моих действий вообще. Также чтобы понимать значения музыки, нужно отнестись более внимательно к альбому». Она также объяснила, что обложка — «очень прямое представление того, что я чувствую сейчас. Я хотела чтобы она была профессиональна и проявляла эмоции, которые я чувствую в жизни. Художник приехал ко мне с этим рисунком и это было прекрасно! Художник — близкий друг, который захотел остаться анонимным. Они слышали запись, но отстранились от музыки, чтобы создать обложку».
Главный сингл «Take Me Down» был выпущен в сети 15 июля 2016 года. «Oh My God» был выпущен 9 сентября 2016 года. В поддержку альбома совершалось турне с 20 октября 2016 года по 6 декабря 2016 года.

## Список композиций
Все песни с альбома были написаны Тейлор Момсен, Беном Филлипсом и продюсером Като Хэндвало.
| №                   | Название                             | Длительность |
| ------------------- | ------------------------------------ | ------------ |
| 1.                  | «The Walls Are Closing In / Hangman» | 6:36         |
| 2.                  | «Oh My God»                          | 3:25         |
| 3.                  | «Take Me Down»                       | 4:13         |
| 4.                  | «Prisoner»                           | 3:00         |
| 5.                  | «Wild City»                          | 4:48         |
| 6.                  | «Back to the River»                  | 5:07         |
| 7.                  | «Who You Selling For»                | 2:47         |
| 8.                  | «Bedroom Window»                     | 2:04         |
| 9.                  | «Living in the Storm»                | 5:01         |
| 10.                 | «Already Dead»                       | 4:16         |
| 11.                 | «The Devil's Back»                   | 7:06         |
| 12.                 | «Mad Love»                           | 3:23         |
| Общая длительность: | Общая длительность:                  | 51:46        |

| №   | Название                         | Длительность |
| --- | -------------------------------- | ------------ |
| 13. | «The Devil's Back» (Демо-версия) | 7:09         |

## Участники записи
- Энди Бартон — клавишни, орган, фортепиано
- Томми Бёрнс — гитара (track 6)
- Джей Коланджело — ударные
- Дженни Дуглас-Фут — бэк-вокал (tracks 3, 5)
- Димон Драмс — ударные
- JD Findley — гитара
- Джош Гомерсалл — помощник по записи
- Уоррен Хейнс — лид-гитара (track 6)
- Ноэл Герболарио — помощник по записи
- Тэд Дженсен — основа
- Син «Джинджер» Келли — дополнительный звукоинженер
- Като Хэндвало — микширование, продюсирование, запись
- Адам Ларсон — арт-директор
- Кристиан Пилейз — помощник по записи
- Джаниз Пендарвиз — бэк-вокал (tracks 3, 5)
- София Рэмос — бэк-вокал (tracks 3, 5)
- Райан Смит — винил

## Чарты
| Чарт (2016)                                   | Наивысшая позиция |
| --------------------------------------------- | ----------------- |
| Австралия (ARIA)                              | 33                |
| Австрия (Ö3 Austria)                          | 42                |
| Бельгия/Фландрия (Ultratop)                   | 192               |
| Бельгия/Валлония (Ultratop)                   | 133               |
| Канада (Canadian Albums Chart)                | 12                |
| Франция (SNEP)                                | 90                |
| Германия (Offizielle Top 100)                 | 38                |
| Italian Albums (FIMI)                         | 96                |
| Japanese Albums (Oricon)                      | 162               |
| Новая Зеландия (RMNZ)                         | 24                |
| Шотландия (Scottish Albums Chart)             | 14                |
| Швейцария (Schweizer Hitparade)               | 45                |
| Великобритания (UK Albums Chart)              | 23                |
| Великобритания (UK Rock & Metal Albums Chart) | 2                 |
| США (Billboard 200)                           | 13                |
| США (Billboard Top Alternative Albums)        | 2                 |
| США (Billboard Top Hard Rock Albums)          | 3                 |
| США (Billboard Top Rock Albums)               | 4                 |